# شکار (فیلم ۲۰۱۲)
شکار (به انگلیسی:The hunt) (به دانمارکی: Jagten) فیلمی درام دانمارکی به کارگردانی توماس وینتربرگ و با بازی مدس میکلسن است. داستان در یک روستای کوچک دانمارکی در اطراف کریسمس رخ می‌دهد، و به دنبال آن زندگی یک مرد که به اشتباه متهم به تجاوز جنسی به یک کودک شده و هدف هیستری جمعی قرار گرفته را نشان می‌دهد.

## داستان
لوکاس عضوی از یک جامعه کوچک و نزدیک روستایی در دانمارک است. او دلتنگ پسر نوجوانش، مارکوس، که بیشتر وقت‌ها پیش مادر سابقش زندگی می‌کند، اما رابطه خوبی با کودکان کوچک مهدکودکی که در آنجا کار می‌کند دارد. او پس از بسته شدن مدرسه‌ای که در آن تدریس می‌کرد، به کار در مهدکودک روی آورده است. وقتی مارکوس می‌گوید می‌خواهد پیش لوکاس زندگی کند و لوکاس با نادیا، همکارش، وارد رابطه می‌شود، به نظر می‌رسد اوضاع برایش بهتر می‌شود.
کلارا، دختر بهترین دوست لوکاس یعنی تئو و همچنین یکی از شاگردان مهدکودک، وقتی والدینش با هم دعوا می‌کنند، معمولاً تنها و دور از چشم‌ها به گردش می‌رود. لوکاس گاهی او را تنها پیدا می‌کند و کمکش می‌کند. او به حساسیت کلارا نسبت به ترک‌های زمین احترام می‌گذارد و به او اجازه می‌دهد هر وقت خواست سگش فنی را بیرون ببرد. با گذشت زمان، کلارا به لوکاس علاقه‌مند می‌شود. وقتی او لوکاس را روی لب‌هایش می‌بوسد و هدیه کوچکی به او می‌دهد، لوکاس با ملایمت پاسخ رد می‌دهد و کلارا دلسرد می‌شود.
کلارا با دیدن تصویری پورنوگرافیک که یکی از دوستان برادر بزرگ‌ترش به او نشان داده بود، جملاتی بیان می‌کند که باعث می‌شود گرته، مدیر مهدکودک، تصور کند لوکاس به او تعرض کرده است. گرته شخصی را دعوت می‌کند تا با کلارا مصاحبه کند و وقتی کلارا به سوالات هدایت‌شده مرد جواب مثبت می‌دهد، گرته که به این باور دارد کودکان دروغ نمی‌گویند، موضوع را به مراجع اطلاع می‌دهد و والدین کودکان مهدکودک را در جریان می‌گذارد. کلارا بعداً داستانش را تکذیب می‌کند، اما بزرگ‌ترها آن را انکار حقیقت می‌دانند.
لوکاس شغلش را از دست می‌دهد، رابطه‌اش با تئو نابود می‌شود و به عنوان یک کودک‌آزار و طرد شده، از جامعه رانده می‌شود. به دلیل زبان مبهم و پنهان‌کاری‌های اطراف تحقیقات، نمی‌داند دقیقاً چه اتهامی به او وارد شده، اما در نهایت می‌شنود احتمالاً به سوءاستفاده از چند کودک متهم شده است. فشار این اتهام باعث می‌شود رابطه‌اش با نادیا به هم بخورد، وقتی فکر می‌کند او دیگر به بی‌گناهی‌اش ایمان ندارد.
مارکوس از مادرش فرار می‌کند تا پیش لوکاس باشد. بعد از یک سفر به فروشگاه مواد غذایی که به او گفته می‌شود دیگر نه او و نه پدرش مورد پذیرش نیستند، شاهد بازداشت لوکاس توسط پلیس می‌شود. وقتی از خانه بیرون می‌ماند، نزد تئو می‌رود تا کلید یدکی بگیرد و با چند بزرگسال درگیر می‌شود که درباره کلارا و چرایی دروغ گفتن به پدرش از او سوال می‌کنند. در نهایت، مارکوس پیش بروف، یکی از دوستان لوکاس که به بی‌گناهی او ایمان دارد، می‌ماند. بروف به مارکوس می‌گوید لوکاس فردا جلسه رسیدگی دارد و امیدوار است پرونده علیه او به‌دلیل تناقض در شهادت کودکان بسته شود، چون همه آنها از سوءاستفاده در زیرزمین خانه لوکاس حرف زده‌اند در حالی که خانه زیرزمین ندارد.
لوکاس از بازداشت آزاد می‌شود، اما سگش کشته شده و سنگ بزرگی به پنجره‌اش پرت شده است. او مارکوس را به مادرش بازمی‌گرداند و فنی را دفن می‌کند. در شب کریسمس، کارکنان فروشگاه مواد غذایی او را کتک می‌زنند و بیرون می‌اندازند، اما او برمی‌گردد و با ضربه سر قصاب را به عقب می‌راند تا اجناسش را پس بگیرد و خرید کند. تئو و همسرش لوکاس را می‌بینند که از فروشگاه با سر خونین بیرون می‌آید و لوکاس بعداً آنها را در کلیسای جشن کریسمس هنگام نجوا می‌بیند. لوکاس در مقابل جماعت به تئو حمله می‌کند و از او می‌خواهد در چشمانش نگاه کند تا نشانه‌ای از دروغگویی بیابد، چون تئو قبلاً گفته بود همیشه می‌تواند دروغ لوکاس را تشخیص دهد. لوکاس از کلیسا بیرون برده می‌شود. شب همان روز، تئو به اتاق کلارا می‌رود و او تایید می‌کند که لوکاس هیچ کار بدی با او نکرده است. تئو برای لوکاس غذا و الکل می‌آورد و آنها با هم صحبت می‌کنند.
تا پاییز بعدی، تنش‌ها در جامعه کمتر شده، دوستان لوکاس دوباره به او خوش‌آمد می‌گویند و او و نادیا دوباره با هم هستند. مارکوس در مراسمی در خانه بروف تفنگ شکاری دریافت می‌کند. پس از آن، لوکاس و کلارا دوباره دیدار می‌کنند و لوکاس او را در آغوش می‌کشد تا مجبور نباشد روی ترک‌های زمین قدم بگذارد. مردان بزرگسال به شکار در املاک اطراف می‌روند. وقتی لوکاس تنهاست، گلوله‌ای به‌سختی از کنار او رد می‌شود و به درختی برخورد می‌کند. او برمی‌گردد و می‌بیند که تیرانداز که در برابر خورشید سیاه‌نمایی شده، تفنگش را مجدد مسلح می‌کند و برای لحظه‌ای به لوکاس نشانه می‌دهد و سپس فرار می‌کند.

## بازیگران
| بازیگر             | نقش   | توضیح                       |
| ------------------ | ----- | --------------------------- |
| مس میکلسن          | لوکاس |                             |
| آنیکا ودرکوپ       | کلارا | دانش‌آموز لوکاس              |
| توماس بو لارسن     | تئو   | دوست صمیمی لوکاس، پدر کلارا |
| الکساندرا راپاپورت | ناجا  | دوست دختر لوکاس             |
| آنه لوئیزه هاسینگ  | آگنس  | همسر تئو، مادر کلارا        |
| بیارنه هنریکسن     | اوله  |                             |
| سوسی وُلد           | گِرته  |                             |
| لارش رانته         | برون  |                             |

## جوایز و افتخارات
- جوایز اسکار ۸۶ام - جایزه اسکار
  - نامزد بهترین فیلم غیر انگلیسی‌زبان (دانمارک)
- ۷۱مین مراسم گلدن گلوب - جایزه گلدن گلوب
  - نامزد بهترین فیلم غیر انگلیسی‌زبان (دانمارک)
- جشنواره فیلم کن ۲۰۱۲ - جشنواره فیلم کن
  - بهترین بازیگر مرد به مدس مایکلسن
  - Prize of the Ecumenical Jury به توماس وینتربرگ
  - Vulcan Award به Charlotte Bruus Christensen
  - نامزد نخل طلا به توماس وینتربرگ
- ۲۵مین جوایز فیلم اروپا - جوایز فیلم اروپا
  -  بهترین فیلمنامه به توماس وینتربرگ و Tobias Lindholm
  - نامزد بهترین فیلم به توماس وینتربرگ
  - نامزد بهترین کارگردان به توماس وینتربرگ
  - نامزد بهترین بازیگر مرد به مدس مایکلسن